# Petar Kriste
Petar Kriste (Dubrovnik, 1936. január 5.) horvát politikus és publicista, a Horvát Köztársaság honvédelmi, majd kereskedelmi minisztere.

## Élete és pályafutása

### A szocialista Jugoszláviában
Petar Kriste Dubrovnikban született 1936. január 5-én. Tanulmányait Šipanban kezdte, ahol hat évig járt általános iskolába. Az általános és középiskolát Dubrovnikban fejezte be. Közgazdasági tanulmányait Zágrábban kezdte, a Belgrádi Egyetem Politikatudományi Főiskoláján diplomázott, posztgraduális tanulmányait és közgazdasági mesterképzését pedig a Zágrábi Egyetem Közgazdasági Karán végezte. A horvát tavasz összeomlása utáni általános elnyomó intézkedések részeként megakadályozták abban, hogy a közgazdasági karon a közgazdász doktori cím megszerzéséhez szükséges eljárást befejezze.
Első állását közvetlenül a pedagógiai főiskola 1955-ös elvégzése után a pelješaci Hodilje négy évfolyamos általános iskolájában kapta. Másfél év után (1957 januárjában) visszatért Dubrovnikba, és társadalmi-politikai szervezetekben kezdett dolgozni. Önkormányzati és járási, majd köztársasági, végül önkormányzatok közötti testületekben dolgozott Dubrovnikban, Zágrábban és Splitben.
1966 és 1969 között Dubrovnik képviselője volt a Horvát Szocialista Köztársaság parlamentjében, 1969 és 1971 decembere között pedig a Dubrovnik RTV központ igazgatója volt. Franjo Tuđman későbbi horvát elnökkel az 1960-as évek végétől működött együtt, akivel gyakran léptek fel a Matica hrvatska összejövetelein, főleg Horvátország déli részén. Aktív résztvevője volt az ún. horvát tavasznak. 1970 tavaszától 1971 december közepéig az Horvát Szocialista Köztársaság Dalmáciai Önkormányzatközi Konferenciájának alelnöki posztját töltötte be. A horvát tavasz összeomlása után a politikai visszaélések és a média támadása, valamint a rendőrség és az ügyészség zaklatása érte. Az állam és a társadalmi rend elleni ellenforradalmi támadás vádjával letartóztatták, és bűnügyi nyomozást indítottak ellene.
Megtagadták tőle a munkavállalási jogot is, és csak 1973 tavaszán kapott új állást, a dubrovniki Házkezelési Vállalat számviteli osztályán. Ennek a cégnek a Városépítő Intézettel, majd a jogutódjaiban történt egyesülése után az 1990-es első horvátországi többpárti választásokig tervezési-elemzői és pénzügyi munkát végzett.

### A rendszerváltás után
1990. május 31-én a független és demokratikus Horvát Köztársaság első védelmi minisztereként lett tagja Stjepan Mesić kormányának. A következő két kormányban, Josip Manolić kormányában és a Franjo Gregurić által vezetett Demokratikus Egység Kormányában a Kereskedelmi Minisztériumot vezette. A Horvát Köztársaság Kormánya Válságügyi Testületének tagja volt annak megalakulásától annak felbomlásáig (1991-1992). 1992. április 15-én távozott a Horvát Köztársaság kormányából, és az INA nemzeti olajtársasághoz került, hogy a vezérigazgató tanácsadójaként dolgozzon. Ugyanezen év augusztusában a Horvát Demokratikus Közösség (HDZ) listáján a horvát parlament képviselőházának tagjává választották.
A HDZ-politikával való nézeteltérései (elsősorban Bosznia-Hercegovinával szembeni és a bosnyákokkal vívott háború miatt) Mesić-csel, Manolić-csal és több más képviselővel együtt kilépett ebből a pártból, és megalapította a Horvát Független Demokraták (HND) pártját. Ennek következtében az INA-nál fennálló munkaviszonyának megszüntetéséről szóló határozatot kapott, majd országgyűlési összehívás mandátumának lejárta után, 1995 végén korkedvezményes nyugdíjba vonulásra kényszerült.
2003-ban Hágában a vád tanúja volt Slobodan Milošević perében, ahol ismertette a Milosevic és Tuđman között Bosznia-Hercegovina felosztásáról szóló állítólagos karadjordjevói megállapodással kapcsolatos információit is.

## Művei
A napi sajtóban és folyóiratokban számos politikai, gazdasági és társadalmi témájú cikke mellett három könyve is megjelent:
- Iznevjereni grad (2000.),
- Sjene nad slobodom (2002.),
- Kontroverze i perspektive hrvatske politike - Politički spisi 1970 – 2010. (2010.).

## Fordítás
- Ez a szócikk részben vagy egészben  a   Petar Kriste című horvát Wikipédia-szócikk ezen változatának fordításán alapul.  Az eredeti cikk szerkesztőit annak laptörténete sorolja fel. Ez a jelzés csupán a megfogalmazás eredetét és a szerzői jogokat jelzi, nem szolgál a cikkben szereplő információk forrásmegjelöléseként.